# Ходоровський Григорій Костянтинович
Григо́рій Костянти́нович Ходоро́вський (справжнє прізвище Мороз-Ходоровський; 20 листопада (2 грудня) 1853 — 1 липня 1927) — український піаніст, композитор і педагог.

## Біографічні відомості
Народився у 1853 році у селищі Кохнівка (нині в складі села Свічківка Драбівського району) Черкаської області.
Родом з Черкащини.
У 1865—1869 роках навчався у Лейпцизькій консерваторії. У 1870—1872 роках навчався в Петербурзькій консерваторії. Далі один сезон був хормейстером у Веймарі під наглядом Ференца Ліста.
У 1875—1894 роках вів клас фортепіано в Київському музичнному училищі Російського музичного товариства. Від 1913 року професор Київської консерваторії. Після перевороту жив і працював у Севастополі, де організував народну консерваторію.

## Творчість
Твори для фортепіано («Українська рапсодія»), романси, обробки українських народних пісень під псевдонімом Константинов. Виступав як хоровий і симфонічний диригент.
Учнями Ходоровського були серед інших Климент Квітка, Лев Ревуцький, Лео Сирота, Аббакумов Степан Тимофійович (23 листопада (5 грудня) 1870, Київ — 1919, там само) — український диригент, композитор, педагог.